# Кукиш
Кукишът е жест (мудра), изпълнен с ръка. Смята се, че е е много ефективен при конфликти и стресови ситуации срещу потенциални енергийни и окултни противници.
Първоначално изработен като италиански амулет, наречен (на италиански:Mano Fico), е бил носен и от етруските през римската епоха. Mano означава ръка, а Fico или Figa е представянето на женските гениталии, главно клитора и се свързва с плодовитостта и еротиката.
В Италия този знак, известен като „fica“ или „far le fiche“, поради приликата с клитора, е бил често срещан и много груб жест през миналите векове, подобно на средния пръст.
Жестът е споменат и от Данте Алигиери в двадесет и петата песен на Ада на Божествена комедия в стихове 1 – 16, където душата на Вани Фучи извършва този жест като акт на богохулство срещу Бога.
В Турция този знак, известен като „нах“, е добре познат и силно обиден жест и показването му се счита за престъпление.В Русия този знак, известен като „фиг тебе“ или фиг с маслом, е много обиден жест и се използва за отказ на нещо някой, който се смее на някой, не е получил това, което иска или да покаже на някого, че няма да получи нищо (вот тебя русский палец).
В англоговорещите страни, като Съединените щати и други, като Португалия, това е детска игра, в която се симулира носът на дете, за да бъде откъснат от лицето му.
В Бразилия и Португалия този знак символизира пожеланията за късмет и предпазване от лош късмет.
В тези страни се използва и като амулет срещу зли очи, като се вярва, че неприличното отвлича вниманието на хората от злото.